# Jazzmania
Jazzmania is een Amerikaanse dramafilm uit 1923 onder regie van Robert Z. Leonard.

## Verhaal
Koningin Ninon van Jazzmania wil niet trouwen met prins Otto van Como. Uit wraak ontketent hij een revolutie. De Amerikaanse verslaggever Sonny Daimler raadt de koningin aan om af te treden en te vluchten naar Monte Carlo. Ze leert er Jarry Langdon kennen en gaat samen met hem naar de Verenigde Staten. Daar komt ze in aanraking met jazz.

## Rolverdeling
| Acteur           | Personage              |
| ---------------- | ---------------------- |
| Mae Murray       | Ninon                  |
| Rod La Rocque    | Jerry Langdon          |
| Robert Frazer    | Kapitein Valmar        |
| Edmund Burns     | Sonny Daimler          |
| Jean Hersholt    | Prins Otto van Como    |
| Lionel Belmore   | Baron Bolo             |
| Herbert Standing | Josephus Ranson        |
| Edith Bostwick   | Marline                |
| Wilfred Lucas    | Julius Furman          |
| J. Herbert Frank | Kolonel Kerr           |
| Carl Harbaugh    | Gavona                 |
| Harry Northrup   | Amerikaanse kapitalist |
| Tom Guise        | Generaal Muroff        |
| Henry A. Barrows | August Daimler         |